# Fælleshus
Et fælleshus er en del af et bofællesskab, som danner rammer om forskellige typer af fælles faciliteter og aktiviteter. Almindeligvis indeholder fælleshuset køkken og spisefaciliteter, hvori det er muligt for beboerne at lave mad til hinanden, typisk efter en form for madordning. Andre fællesfaciliteter kan være vaskeri, pool, børnerum, kontorer, internetadgang, tv-rum, værksteder, gæsteværelser, sauna eller motionsrum.
Fælleshuset er typisk en central ramme om de aktiviteter som integrerer bofællesskabets beboere. Desuden kan det benyttes til at åbne bofællesskabet i forhold til det omgivende samfund, ved f.eks at lade venner, familie og naboer deltage i fester og fællesspisning.